# عمرو موسى
عمرو محمود أبو زيد موسى من مواليد 3 أكتوبر 1936 بالقاهرة، لعائلة سياسية تنتمي إلى محافظتي القليوبية والغربية، كان والده محمود أبو زيد موسى نائباً في مجلس الأمة عن حزب الوفد ولذا فقد سلك عمرو موسى السياسة وأصر على الالتحاق بكلية الحقوق منذ صغره، وبالفعل التحق بها وحصل على إجازة في الحقوق من جامعة القاهرة 1957 والتحق بالعمل بالسلك الدبلوماسي بوزارة الخارجية المصرية عام 1958.
عمل مديرا لإدارة الهيئات الدولية بوزارة الخارجية المصرية عام 1977 ومندوبا دائما لمصر لدى الأمم المتحدة عام 1990 ووزيراً للخارجية عام 1991 وأميناً عاماً للجامعة العربية عام 2001.
وهو سياسي ووزير الخارجية المصري السابق، وأمين جامعة الدول العربية العام. ولد في 1936.تخرج من كلية الحقوق، وعمل كوزير للخارجية في مصر من 1991 إلى 2001. تم انتخابه كأمين عام لجامعة الدول العربية في مايو 2001، وحتى 2011 وقد خلفه نبيل العربي.
ترشح في انتخابات الرئاسة المصرية في عام 2012، لكنه خسر وجاء في الترتيب الخامس بحصوله على حوالي 10% من الأصوات الصحيحة.
في سبتمبر 2013 ، تم تعيينه عضوًا بلجنة الخمسين التي تم تعيينها لتعديل الدستور المصري، وانتخبه أعضاء اللجنة رئيساً لها، بعد فوزه على منافسه سامح عاشور.
حالياً يعمل موسى من خلال مكتبه في القاهرة ويشغل عدد من المناصب المرموقة منها رئيس مجلس أمناء جامعة النيل وعضو هيئة حكماء إفريقيا التابعة للإتحاد الأفريقي ورئيس مجلس أمناء منظمة إنتربيس الدولية وغيرها، ويقوم الدكتور أحمد صلاح الدين كامل بدور المستشار الإعلامي لموسى منذ 2012 وحتى الآن  من خلال شركة إنوفيشن للعلاقات العامة التي تدير العلاقات العامة والاتصال السياسي.

## طفولته
ولد السيد عمرو موسى بالقاهرة وعاش بها لمدة سنتين، ولكنه انتقل إلى الريف بالغربية نظراً لظروف والده الصحية، حيث التحق بالمدرسة الإلزامية هناك وتربى في القرية المصرية حيث تعلم فيها اللغة العربية وقراءة القرآن وعرف الكثير من القيم والعادات والتقاليد الريفية وفي هذا الصدد يقول عمرو موسى: «هناك بدأتُ مع مجموعة من أولاد البلد في الغربية وهذا ما وطد رابطتي بالريف وبالأرض المصرية والشعب المصري، ولا أنسى هذه الفترة أبداً لأنها الفترة التأسيسية في شخصية الإنسان، لقد كانت فترة مؤسسة لا زلت أستند إليها في أفكاري ومعتقداتي وتصرفي ».

## المناصب التي تقلدها
- 1958: ملحق بوزارة الخارجية المصرية.
- 1958 ـ 1972 : عمل بالعديد من الإدارات والبعثات المصرية ومنها البعثة المصرية لدى الأمم المتحدة.
- 1974 ـ 1977 : مستشار لدى وزير الخارجية المصري.
- 1977-1981 :1986-1990 : مدير إدارة الهيئات الدولية بوزارة الخارجية المصرية.
- 1981-1983 : مندوب مناوب لمصر لدى الأمم المتحدة بنيويورك.
- 1983-1986 : سفير مصر في الهند.
- 1990-1991 : مندوباً دائماً لمصر لدى الأمم المتحدة بنيويورك.
- 1991-2001 : وزيرا للخارجية المصرية.
- 2001-2011 : أميناً عاماً لجامعة الدول العربية.
- 2003 : عضو في اللجنة الرفيعة المستوى التابعة للأمم المتحدة المعنية بالتهديدات والتحديات والتغيير المتعلقة بالسلم والأمن الدوليين.
- 2013 : رئيس لجنة الخمسين لتعديل الدستور المصري.

## أمانة الجامعة العربية
لقد طور عمرو موسى أداء الجامعة العربية منذ أن تولى قيادتها عام 2001 وحتى عام 2011، حيث أصبحت الجامعة العربية لها دور إقليمي هام في المنطقة العربية وتعاملت مع العديد من القضايا العربية كان أولها الغزو العراقي للكويت حيث قاد عمرو موسى عدد من المبادرات لإقامة السلام والصلح بين البلدين، ومن أمثلة الأمور التي أضافها السيد عمرو موسى للجامعة العربية: البرلمان العربي، صندوق دعم الصناعات الصغيرة والمتوسطة، السلطة التي أعطيت للمجلس الاقتصادي والاجتماعي، وغيرها من الأمور، إلا أن السيد عمرو موسى دائماً ما يُهاجم من قبل معارضيه بأنه لم يكن على المستوى المطلوب في الجامعة العربية ولم يكن للجامعة دور ملحوظ بل أن المنطقة العربية شهدت أحداثًا جسامًا في فترة ولايته أشهرها: الغزو الأمريكي للعراق والحصار الصهيوني على غزة.إلا أن السيد عمرو موسى يرد دوماً على هذا الهجوم بأنه لم يتخاذل ولم يقف صامتاً إزاء هذه التطورات وندد كثيراً بالغزو الأمريكي للعراق وطالب بفك حصار غزة بل أنه قام بزيارة لقطاع غزة كانت الأولى عربياً للتفاوض مع حركتي فتح وحماس وللمطالبة بكسر هذا الحصار.

## الأوسمة والجوائز
- حاصل على وشاح النيل من جمهورية مصر العربية في مايو 2001.
- حاصل على وشاح النيلين من جمهورية السودان في يونيو 2001.
- حصل على عدة أوسمة رفيعة المستوى من كل من الدول التالية: الإكوادور - البرازيل - الأرجنتين - ألمانيا.

## الانتخابات الرئاسية لعام 2012
طُرح اسمه للترشح لمنصب رئيس مصر، لكنه لم ينف نيته الترشح لمنصب الرئاسة ولم يستبعده أيضاً، وترك المجال مفتوحاً أمام التوقعات، وقال إن من حق كل مواطن لديه القدرة والكفاءة أن يطمح لمنصب يحقق له الإسهام في خدمة الوطن". وصرح كذلك لإحدى الصحف أن الصفات الواجب توافرها في رئيس الجمهورية تنطبق أيضاً على جمال مبارك نجل الرئيس حسني مبارك، وإن صفة المواطنة وحقوقها والتزاماتها تنطبق عليّ كما يمكن أن تنطبق عليك كما يمكن أن تنطبق على جمال مبارك. كما أعرب عن تقديره "للثقة التي يعرب عنها العديد من المواطنين عندما يتحدثون عن ترشحه للرئاسة، واعتبرها ثقة محل اعتزاز لديه، وأعتبر أن بها رسالة وصلت إليه.".
وقال في مقابلة نشرت في صحيفة «المصري اليوم» اليومية، الأربعاء 23-12-2009، رداً على سؤال حول اعتزامه الترشح للانتخابات «السؤال هو: هل هذا ممكن؟ والإجابة هي أن الطريق مغلق». وأضاف رداً على سؤال عما إذا كان مستعداً للترشح إذا أجري تعديل دستوري ملائم قبل الانتخابات «سوف يكون لكل حادث حديث، ولكني أقول لك إن الكثيرين جاهزون لخدمة مصر كمواطنين مصريين في ذلك المنصب أو غيره».
وأثناء ثورة 25 يناير قام عمرو موسى بزيارة لميدان التحرير حيث يعتصم شباب الثورة، وصرح بأنه يفكر بالترشح للرئاسة المصرية في الانتخابات القادمة، وقد اتخذ السيد عمرو موسى قراره النهائي بالترشح لرئاسة الجمهورية ووعد بطرح برنامجه الرئاسي فور فتح باب الترشح لانتخابات الرئاسة، وقد طالب موسى كثيراً بضرورة إنهاء الفترة الانتقالية _ فترة حكم المجلس العسكري للبلاد _ في أسرع وقت؛ إذ أن استمرار هذه الفترة الانتقالية فيه ضرر كبير على استقرار مصر وضرر على أوضاعها الاقتصادية.
وقد أجريت الانتخابات الرئاسية بالفعل في يومي 23-24 من شهر مايو عام 2012 م، إلا أن السيد عمرو موسى قد خسر في الانتخابات إذ لم يحصل سوى على 2392197 صوت، بنسبة 10.93% من إجمالي عدد الأصوات، مما يضعه في المركز الخامس بعد د.محمد مرسي مرشح جماعة الإخوان المسلمون في المركز الأول والفريق أحمد شفيق في المركز الثاني وحمدين صباحي في المركز الثالث، بينما حل رابعاً د.عبد المنعم أبو الفتوح. وبعد خسارة الانتخابات لم يعتزل السيد عمرو موسى الحياة السياسية بل صرح بكل وضوح بقبوله لنتائج الانتخابات وتقبله للهزيمة وعزمه على المضي قدماً في سبيل نهضة ورفعة البلاد ووضعها على الطريق السليم، وقد بدأ أولى الخطوات بالفعل بوضعه وثيقة سميت بوثيقة العهد وقام بعدة مشاورات مع عدد من الساسة المصريين والكتاب ورجال الدولة أمثال: د.يحيى الجمل نائب رئيس الوزراء الأسبق، المهندس حسب الله الكفراوي وزير الإسكان الأسبق.. وغيرهما.

## جبهة الإنقاذ الوطني
قام عمرو موسى مع مجموعة من ممثلي أحزاب (منها الدستور، مصر القوية، التيار الشعبي، المصري الديمقراطي الإجتماعي، التحالف الشعبي الاشتراكي)وأفراد:(عمرو حمزاوي ووحيد عبد المجيد وعبد الجليل مصطفي وسامح عاشور و‌سكينة فؤاد و‌سمير مرقس، نبيل زكي و‌منير فخري عبد النور، وفؤاد بدرواي وعبد الغفار شكر و‌جورج اسحاق وكريمة الحفناوي و‌شادي الغزالي حرب ومحمد سامي وحسين عبد الغني وأحمد البرعي ومحمد أبو الغار وأحمد سعيد) تشكيل جبهة الإنقاذ 24-11-2012التي أعلنت رفضها الحوار مع رئيس الجمهورية قبل إسقاط الإعلان الدستوري ودعم الحشد الثوري في ميادين مصر ودعم الاعتصام السلمي 

## تحالف الأمة المصرية
قام عمرو موسى بإطلاق مبادرة لتشكيل تحالف الأمة المصرية، وهو تحالف يجمع عددًا من الأحزاب السياسية والحركات الوطنية والثورية، بالإضافة لعدد من الشخصيات العامة الوطنية والشخصيات السياسية المعروفة في مصر أمثال: يحيى الجمل، أيمن نور، حسب الله الكفراوي _وزير الإسكان الأسبق_، وغيرهم..
وقد أجرى عمرو موسى بصفته مؤسس التحالف مشاورات مع عدد من أصحاب التيارات السياسية الأخرى بهدف دعوتهم للانضمام لتحالف الأمة المصرية وذلك في الاجتماع الذي دعا إليه أحمد البرعي وزير القوى العاملة السابق، وكان من ضمن من حضروا هذا الاجتماع: حمدين صباحي _مؤسس التيار الشعبي المصري_ ومحمد البرادعي وكيل مؤسسي حزب الدستور.
ويهدف هذا التحالف بشكل رئيسي إلى:
- الحفاظ على مدنية الدولة المصرية وذلك عن طريق منع سيطرة فصيل سياسي واحد على أجهزة الدولة.
- وضع تصورات فيما يخص كتابة الدستور المصري.
- الوصول لتحالفات انتخابية لخوض الانتخابات البرلمانية.
- خلق مشاركة مجتمعية لمتابعة تطورات الأوضاع السياسية المصرية.

## رئيس لجنة الخمسين لتعديل الدستور
انتخب أعضاء لجنة الخمسين التي عُينت لتعديل الدستور عمرو موسي رئيساً للجنة، وقد أدلى 48 عضوا باللجنة بأصواتهم وحصل موسى على 30 صوتا مقابل 16 صوتا لمنافسه سامح عاشور.

## روابط خارجية
- عمرو موسى على موقع IMDb (الإنجليزية)
- عمرو موسى على موقع مونزينجر (الألمانية)
- عمرو موسى على موقع إن إن دي بي (الإنجليزية)
- برنامج خط أحمر - سليمان جودة.
- ء اجتماع القوى المدنية لبحث سبل التعاون لتوحيد الصف-اليوم السابع

| المناصب السياسية          | المناصب السياسية                     | المناصب السياسية |
| ------------------------- | ------------------------------------ | ---------------- |
| سبقه أحمد عصمت عبد المجيد | أمين جامعة الدول العربية 2001 - 2011 | تبعه نبيل العربي |